# Ernest Pyle
Ernest (Ernie) Taylor Pyle (3 augustus 1900 - 18 april 1945) was een beroemd oorlogscorrespondent tijdens de Tweede Wereldoorlog.

## Biografie

### Vroege leven
Ernest Taylor Pyle werd geboren op de Sam Elder boerderij, gelegen ten zuiden en ten westen van Dana, Indiana. Zijn vader huurde deze boerderij. Pyle, het enige kind van William Clyde Pyle (1867 - 1951) en Maria Taylor Pyle (1870 - 1941), had een hekel aan de landbouw. Na het afstuderen aan de middelbare school werd hij aangeworven in de Naval Reserve. Voordat hij zijn opleiding kon voltooien, werd er een wapenstilstand uitgeroepen in Europa.
In 1919 was Pyle ingeschreven aan de Universiteit van Indiana in Bloomington. Hij verliet de universiteit in 1923, net voor het behalen van een graad in de journalistiek, om een baan als verslaggever bij de LaPorte Herald aan te nemen. Een paar maanden later kreeg hij een aanbod van het Washington (D.C.) Daily News, een onderdeel van de Scripps-Howard krantenketen, om toe te treden tot hun staf. Hij nam de job aan omwille van de hogere verloning (ongeveer twee euro per week).

### Huwelijk
Ernie ontmoette Geraldine "Jerry" Siebolds, een persoon die actief was in de regering van Minnesota, terwijl hij in Washington tewerkgesteld was. Hun verhouding en vroege huwelijk waren gehuld door tijd en privacy, maar uit correspondentie bleek dat Pyle al snel besefte dat Geraldine ernstige problemen had. Hij had heel wat moeten doorstaan met haar. Ze had last van een bipolaire stoornis en was alcoholist. Ze begonnen een turbulente relatie. Ernie beschreef Geraldine als "wanhopig in zichzelf gekeerd sinds de dag dat ze geboren werd." Zij hield ervan om woorden te manipuleren, net als Pyle, waardoor ze hem inspireerde. Vrienden van hem beweren dat ze enkele columns schreef die hem toebehoorden.
Ze trouwden op 25 juli 1925 en hadden geen huwelijksreis. Na de ceremonie gingen ze terug aan het werk. Tot zijn dood bleef Pyle worstelen met de ziekte van zijn vrouw. In 1935 reisde hij samen met Geraldine doorheen het hele land. Ze schreven columns en hij hoopte dat ze een oplossing konden vinden voor de "demonen" die haar beheersten. Vaak reden ze zwijgzaam rond en ze boekten meestal een aparte kamer op hotel. Eind 1930 werd Pyle zich ervan bewust dat hun huwelijk zich op de rand van de afgrond bevond. Hij wist echter niet hoe hij deze problemen kon oplossen. Toen Ernie naar Londen ging om de London Blitz te ontdekken, mocht Geraldine zich installeren in een nieuw huis in Albuquerque, New Mexico. Toch bleef hun huwelijk niet probleemloos.
Time Magazine merkte op 27 april 1942, dat Scripps-Howard columnist Ernie Pyle gescheiden was van Geraldine Siebolds. Hij had haar veel vernoemd in zijn columns als "dat meisje". Na zestien jaar huwelijk zijn ze gescheiden in Albuquerque op 14 april 1942. Pyle hoopte dat Geraldine door de echtscheiding in behandeling zou gaan. Voordat hij naar Afrika vertrok, stelde hij aan Geraldine een vriend voor die zij kon "gebruiken" om te hertrouwen wanneer ze het gevoel had dat ze aan het herstellen was. Op 10 maart 1943, terwijl nog steeds in Afrika verbleef, kreeg hij te horen dat ze was hertrouwd, en dit met zijn vriend.

### Wereldoorlog II
In 1940 reisde hij naar Engeland om verslag uit te brengen over de “Battle of Britain”. Als getuige van een Duits vuurbombardement op Londen, schreef hij dat het "de meest haatdragende, mooiste scène was die hij ooit had gekend". Een boek over zijn ervaringen van toen werd gepubliceerd in 1941. In 1942 voegde hij zich bij de geallieerde troepen die in Noord-Afrika vochten. Vervolgens reisde hij in 1944 mee naar Sicilië en het vasteland van Italië, met name in Anzio waar ze een bruggenhoofd van een paar vierkante kilometer veroverden. Ze kwamen echter geen stap verder. 'Je voelt je ongeveer als een kleiduif in een schiettent', schreef de befaamde oorlogscorrespondent Ernie Pyle vanuit Anzio . Hier ontsnapte de magere (hij woog 50 kg) aan bloedarmoede lijdende Pyle ternauwernood aan de dood, toen een granaat zijn kamer in het huis waar hij zijn intrek had genomen om te schrijven, volledig verwoestte. De columns die hij schreef over deze ervaringen werden in de boeken Here is Your War en Brave Men opgenomen.
Hij trok mee met de Amerikaanse troepen die in geallieerd verband in Noord-Afrika vochten en vervolgens via Sicilië het vasteland van Europa bereikten. Hij was altijd in de voorste linies aan het front te vinden waar hij optrok met Jan Soldaat (G.I. Joe) Hij was aanwezig bij de invasie in Normandië en werd ten slotte gedetacheerd in het gebied van de Grote Oceaan waar hij bij de belegering van Japan op het eiland Iejima (een eilandje bij Okinawa) sneuvelde op 18 april 1945.
Zijn kracht, bekendheid en roem waren gelegen in het feit dat hij meetrok op alle gevaarlijke missies in de frontlinie en schreef voor het thuisfront alsof hij een persoonlijke brief schreef aan degenen van wie een zoon of echtgenoot in de oorlog meevocht. Hij maakte talloze vrienden onder de soldaten waarvan hij de namen in zijn verslagen opnam. Het gevolg was dat de manschappen waarbij hij gelegerd was moeite deden om in zijn verslagen genoemd te worden, dit ook om het thuisfront te laten weten hoe het hen verging. Daaronder waren ook heel wat officieren en generaals. Voordat hij naar het front vertrok, verbleef hij in Engeland. Zijn taal was zo beeldend dat de beschrijvingen die hij maakte van de bombardementen op Londen naar de Britse kranten werd teruggeseind en door het Engelse volk werden gelezen.
Een van de bekendste passages uit zijn boeken is wel de beschrijving van de dood van kapitein Henry T. Waskow, compagnie commandant van de 36e divisie (zie externe link). In het boek: De mens Ernie Pyle vindt men deze beschrijving op pagina 394-396.

### Overlijden

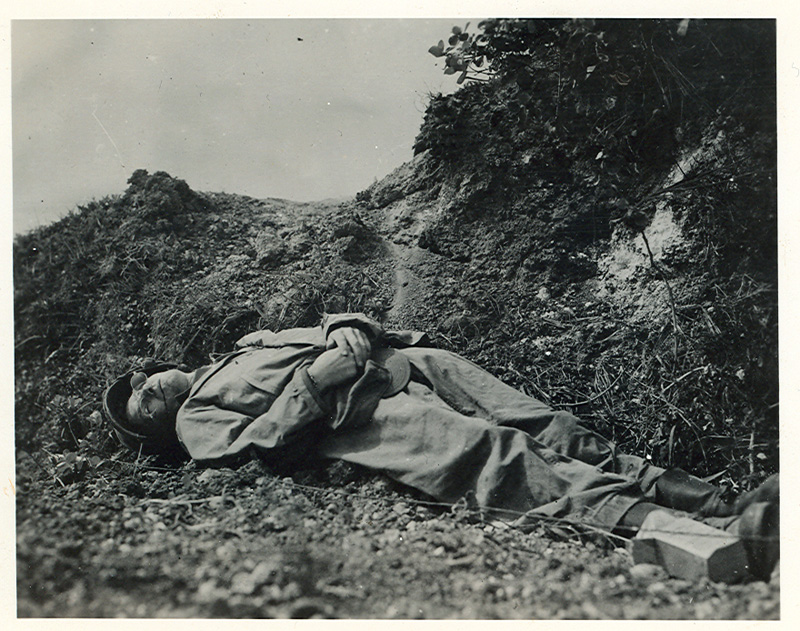
Ernie pyle death

Op de ochtend na D-Day, de invasie van Normandië op 6 juni 1944, werd hij in Frankrijk aan land gezet en vergezelde de troepen in de gevechten richting Duitsland.
Pyle beschreef de situatie twee dagen later: "Mannen sliepen in het zand, sommige sliepen voor altijd. Mannen dreven in het water, maar ze wisten niet dat ze in het water dreven, want ze waren dood." Onder de golven lagen honderden trucks en landingsschepen die de kust niet hadden gehaald, vaak met bemanning en al. "Er is niet achtergelaten dan de resten: het levenloze afval, de zon en de bloemen, en de totale stilte. Alles is dood - de manschappen, de machines, de dieren - en alleen jij bent er nog, als enige levende", schreef hij.
In februari 1945 vertrok hij van San Francisco naar de Pacific om verslag te doen van het laatste hoofdstuk in de geschiedenis van de Tweede Wereldoorlog; de verovering van Japan.
Tijdens de belegering van Okinawa werd hij op het nabijgelegen Iejima door een Japanse kogel in de slaap getroffen en was op slag dood.
Toen hij sneuvelde, droeg hij een paar losse notities bij zich. Ze waren bedoeld voor de column die hij op de dag van de Duitse capitulatie had willen publiceren. Eentje luidde:
"Diegenen die stierven, willen geen molensteen van verdriet om onze nek worden.
Maar er zijn velen onder de levenden in wier hersens voor eeuwig het onnatuurlijke beeld is gebrand van koude, dode mannen die over de heuvels verspreid liggen, en in de greppels langs hoge heggen en omheiningen, over de hele wereld."

### Foto
Oorlogsfotograaf Alexander Roberts had een foto genomen van Ernie Pyle kort nadat hij geraakt werd door de Japanse sluipschutter op 18 april 1945. De foto toont aan dat Pyle kort na de kogelinslag overleed. Beschrijving van de foto: hij draagt legerkledij, laarzen en een helm. Hij ligt op zijn rug en houdt een militaire pet vast tussen zijn gevouwen handen. Er komt een straaltje bloed uit de hoek van zijn mond, verder lijkt het of hij rustig ligt te slapen.
Hoewel Lee Miller, Pyle's eerste biograaf en archivaris, geloofde dat de foto nooit gepubliceerd zou worden, bleek dat hij toch tweemaal verscheen. Op 14 december 1979 werd de foto gepubliceerd in de editie van de Burlington North Carolina Daily Times-News en in het 1983 memoir, buddy Ernie Pyle: World War II's Most Beloved Typewriter Soldier, door een gepensioneerde oorlogsfotograaf Rudy Faircloth.
Alexander Robert, de oorlogsfotograaf die onder vuur lag toen hij naar voren kroop om de foto te maken, zei dat de militaire ambtenaren de foto hadden achtergehouden. In juni 2008, 63 jaar nadat Pyle overleed op Iejima, dook de foto op.

## Publicaties
Ernie Pyle was de auteur van vijf boeken. Ze waren allemaal gebaseerd op zijn columns.
- Ernie Pyle in England (New York: R.M. McBride & Co., 1941)
- Here Is Your War (New York: Henry Holt, 1943). Dit boek werd gepubliceerd in het Nederlands: Zo was de mens (Den Haag: Zuid-Hollandse uitgeverij, 1948). Het boek werd in New York ook gepubliceerd in het Frans en dit in twee versies. (New York: Overseas Editions, 1944 & 1945). Een verkorte versie diende als basis voor een film over Pyle's leven. De film werd uitgevoerd in het Italiaans: La Storia del Soldato Joe (Rome: Cosmopolita, 1945).
- Brave Men (New York: Henry Holt, 1944). Het boek werd opnieuw uitgegeven in 2001. Het verscheen in het Nederlands als Dappere Kerels (Den Haag: Zuid-Hollandse uitgeverij, 1948)[6], in het Japans als Yukan na hitobio (Tokyo: Maki Shobohon Yakushitsu, 1950) en in het Chinees als Yong shi men (Chongqing: Zhong wai chu ban she, 1945). In Tsjechië verscheen het als Czech as Stateční muži (Praag: Sfinx, 1947).
- Last Chapter (New York: Henry Holt, 1946). In het Nederlands verscheen het als Het laatste hoofdstuk (Den Haag, Zuid-Hollandse uitgeverij, 1948)[7]. Het boek werd in het Japans vertaald als: Saigo no sho (Tokyo: Seijisha, 1950).
- Home Country (New York: William Sloane Associates, 1947).

David Nichols heeft twee boeken van Pyle's columns bewerkt, met elk een eigen introductie. Ernie’s War: The Best of Ernie Pyle’s World War II Dispatches (New York: Random House, 1986) and Ernie’s America: The Best of Ernie Pyle’s 1930s Travel Dispatches (New York: Random House, 1989). Ernie’s War werd ook in een Japanse versie gepubliceerd:  Ânî no sensô (Tokyo: JICC syuppankyoku, 1990).
Daarnaast zijn er twee meer beperktere edities van Pyle's boeken gepubliceerd: 
- Ernie Pyle’s Southwest (Palm Desert, California: Desert-Southwest, Inc., 1965)
- On A Wing & A Prayer: The Aviation Columns of Ernie Pyle (Dana, Indiana: Friends of Ernie Pyle, 1995)

De boeken: Zo was de mens, Dappere Kerels en Het laatste hoofdstuk werden gebundeld in een trilogie, in het Nederlands uitgegeven onder de titel:
De Mens Ernie Pyle. (vertaling: F. Spittel)